# Ямниця
Ямниця — село в Україні, центр Ямницької сільської громади Івано-Франківського району Івано-Франківської області.

## Історія
За підсумками археологічних польових експедицій, що проходили у Ямниці в урочищах «Приймаків Луг», «Помірки», «Бійне» було виявлено матеріали кількох культурно-хронологічних етапів, що в підсумку дають змогу простежити процес заселення населеного пункту в давні часи: пізнього палеоліту (40–11 тис. років тому), мезоліту (ХІ–VII тис. до н.е.), трипільської культури (V–ІІІ тис. до н.е.), доби бронзи (ІІ тис. до н.е.), римського (черняхівська культура І–IV ст. н.е.) та давньоруського часу (ХІ–XIV ст.).
На території давньої Ямниці в урочищі Бійне польські археологи в 1886 році знайшли залишки поселення та кладовище періоду пізнього палеоліту. Серед знахідок було знайдено крем'яні знаряддя праці (серп, мотику, відбійник, ніж) та залишки слабовипаленого посуду.
В давній легенді про історію мешканців села згадується, що село існувало в часи Галицького князівства і коли монголо-татарські війська йшли через Галицьку землю в Угорщину через Яблоницький (Татарський) перевал, то через раптовий снігопад, де загинули десятки тисяч учасників походу, частина війська стала на постій в долині річки Ямниця (в ті часи теперішня територія Маличанки була великим островом). Частина мешканців Ямниці разом з худобою пішла в "дебрі" (Чорний ліс, що починався за Бавками), а частина мешканців продовжувала жити неподалік стійбища. Коли монголо-татарське військо зібралося з силами і відійшло в похід, ямничани, що пішли "в дебрі" почали прозивати тих, хто лишався жити поряд з чужинцями – "татарами", а ті у відповідь називали їх "дебріями". Відомий письменник-краєзнавець Степан Пушик вважав, що такі ямницькі прізвища як Малик (від Мелік-хана), Бибик (від Бібік-хана), Катамай – це відгомін тих часів.

### Період Речі Посполитої

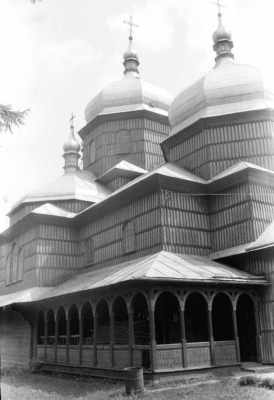
Ямницька дерев'яна церква

Перша письмова згадка про Ямницю датується 1440 роком; в цьому документі, виданому в Буді, король Польщі та Угорщини Владислав III Варненчик уповноважив литовського князя і спадкоємця руського Миколая Параву із Любліна прийняти у володіння з рук шляхтича Пйотра Одровонжа (сина підкоморія руського Добєслава Одровонжа, який у 1419-23 роках став одним із банкірів короля Ягайла) декілька сіл, зокрема Ямницю, Угринів, Калуш, Братківці та інші (через 10 років Миколай Парава загинув разом з Петром Одровонжем 6 вересня 1450 року в бою під «Красним полем»). Населення села входило до Галицького староства та сплачувало податки на користь урядників які перебували в м. Галичі.
Після занепаду Галицько-Волинського князівства утверджується влада польських правителів. Село стало королівським фільварком. За Королівською люстрацією 1565 року в селі налічувалися 32 господарі-кмети, 14 загородників, 4 служки, корчмар і два попи (отже, була й церква), наявний млин на Бистриці.
У XVI–XVII століттях місцеві жителі зазнавали постійних нападів з боку татарських орд, переховуючись в лісовому масиві під назвою Стінка. З тих часів там збереглися залишки скельного Монастиря, про який ямничани склали багато давніх переказів. У період народно-визвольної війни українського народу проти Речі Посполитої жителі села активно вступали у ряди селянсько-козацьких військ, щоб боротись із насадженням її влади. У 1649 році населення Ямниці було включено до складу бойових одиниць покутських козаків.

### В Австро-Угорській імперії
У 1772 році Ямниця переходить у власність австрійської скарбниці, а потім в постійне користування магнату Юзефові Потоцькому. Після цього у селі неодноразово змінювались власники-орендарі. Село було у власності у Павліковського, Копистинського, Зелінського і Шишковського, які методом масових зловживань посилювали соціальний та національний гніт місцевого селянства. В першій половині ХІХ століття ямницька громада на чолі з відставним солдатом Іваном Смицнюком виступила проти орендаря Михайла Шишковського (тогочасний управитель с. Ямниця та с. Угринів). З метою відновлення справедливості Іван Смицнюк тричі пішки ходив до Відня на аудієнцію до імператора зі скаргою на поміщика. У 1843 році за наказом орендаря сільського провідника вбили. Він став селянським героєм, символом волелюбності та збереження людської гідності для місцевої громади. Нині на сільському кладовищі є його символічна могила.
З 1832 року в Ямниці діє тривіальна народна школа. Процес національно-духовного відродження місцевої громади пов’язаний з діяльністю місцевого священника о. Антонія Струтинського. За його участі  в селі йшла активна антиалкогольна кампанія, а в 1898 році було засновано читальню «Просвіти». Великим авторитетом у селі користувався сільський війт Теодор Дмитраш. Він сприяв матеріальному покращенню життя місцевої громади та її духовному розвитку. На початку ХХ століття в селі поширився вплив радикальної партії. Активно діяло створене в 1904 році патріотичне молодіжне товариство «Січ». Його організатором та натхненником у селі був ямничанин Дмитро Катамай. Пізніше він став одним із лідерів січового руху в Галичині та редактором львівського часопису «Громадський голос».

### Перша світова війна та міжвоєнні роки
У роки Першої світової війни 1916–1917 рр. через територію села проходила лінія фронту між австро-німецькими та російськими військами. У ході Брусиловського прориву росіян у 1916 Ямницю знищили. Було спалено церкву, дзвіницю, читальню, громадський будинок і практично всі селянські хати. За даними місцевого краєзнавця А. Сміжака, у селі уціліло лише три будівлі. Під час боїв більшість жителів евакуювали вглиб австрійської території, зокрема в табір біля містечка Гмінд (Австрія). На фронті в Галичині до літа 1917 року стояла відносна тиша. Але ворог готувався до активних наступальних дій. 4 липня російська артилерія 8-ї армії почала артпідготовку на ділянці свого фронту. Особливо потужно обстрілювалася позиція австрійців у с. Ямниця, де місцеві умови були найсприятливішими для ведення наступу. 7 липня розпочався наступ російської піхоти. Інші армії Південно-західного фронту, що атакували північніше і здобули незначний тактичний успіх, на цей час виснажилися і вже не наступали. Це була літня наступальна операція Південно-західного фронту або як її ще називали «Червневий наступ» (1917). На відтинку 8-ї армії генерала Корнілова прорив було вирішено здійснити саме в районі с. Ямниця. Бойові дії у районі цього села інколи називають «битвою під Ямницею» або «битвою при Ранковій Горі». Ціною значних втрат росіяни, маючи численну перевагу, прорвали австрійську оборону на лінії Ямниця–Загвіздя. Головна роль у цій справі належала виключно добровольчому «1-му Ударному Загону». Але на тлі загального розвалу російської т. зв. «революційної армії» успіх 8-ї армії не мав вже жодного значення. Після захоплення Галича і Калуша її наступ остаточно виснажився. А вже невдовзі союзні австро-німецькі війська перейшли у контрнаступ і завдали противнику нищівної поразки, що призвела до катастрофи усього російського фронту у Галичині.
Ямничани повернулися до села у вересні 1917 року і розпочали відновлювати свої оселі. Між 1918–1919 рр. в Ямниці спалахнула епідемія іспанського грипу, від якої загинуло понад 500 мешканців.
Після завершення війни ямничани активно підтримували процес розбудови Української державності ЗУНР. Вони воювали за українську свободу у формаціях УСС і УГА. Першим демократично обраним керівником громади у 1918 році став Дмитро Дейчаківський.
У роки польської окупації провідником сільської громади став місцевий священник о. Юстин Гірняк. За його активної діяльності село відбудували, а його національно-культурний рівень став зразком для сусідніх сіл у Станиславівщині. Молодіжний «Пласт» і товариство «Просвіта» вели активну діяльність. Збудували приміщення школи, читальні «Просвіти», а у 1933 році нову сільську духовну святиню – дерев’яну церкву. У 20–роках у селі поширився вплив підпільної УВО, а потім – прокомуністичного Сельробу. У 30-тих роках розповсюдився вплив підпільної ОУН. Активно діяли громадські організації «Просвіта», «Сільський господар», «Сокіл», «Союз Українок», «Каса Стефчика». Село славилося своїми мистецькими колективами і знаменитою футбольною командою «Вихор», яка була найсильнішою сільською дружиною Станиславівщини. Місцева громада активно протидіяла політиці полонізації місцевих жителів. У 1935 році провели один з найбільших у регіоні патріотичний захід під назвою «Свято Обжинок», а в 1936 році урочисто відзначено 40-річчя місцевої читальні «Просвіти».

### Перші роки радянської влади і Друга світова війна
У вересні 1939 році село входить до складу Станіславської області Української Радянської Соціалістичної Республіки в складі СРСР. У роки Другої світової війни молодь села масово поповнювала ряди підпільної ОУН, а потім УПА. Під час першої більшовицької окупації в селі ліквідували українські громадсько-політичні організації, почалися репресії проти сільських активістів. Вчителя місцевої школи Володимира Каравановича арештували та закатували в Дем’яновому Лазі. Надія на відновлення власної державності породжувала масові випадки діяльності в ім’я свободи та незалежності України. Провідним діячем підпільного руху ОУН в селі, а також на Станіславщині, був Володимир Дейчаківський. У роки більшовицької окупації він відновив обласну структуру підпілля ОУН, яка була знищена в результаті сталінських репресій. У перші місяці німецької окупації у Станіславі він розбудовував Українське Державне життя. З 1941 по 1945 рік Володимир Дейчаківський був в’язнем німецьких таборів смерті Аушвіц та Маутгаузен. Пізніше він став діяльним членом проводу ОУН за кордоном.
Керівником українського визвольного підпілля в Буковині протягом п'яти років працював ямничанин Василь Савчак – «Сталь». 20 жовтня 1950 році він загинув у боротьбі з більшовиками. Всього близько 300 молодих ямничан воювали в рядах збройного опору проти них, 140 з них загинули за українську незалежність. Ключовими діячами боротьби з-поміж вихідців із села стали повітовий провідник ОУН Василь Дейчаківський, сотенний Микола Катамай, підпільниця Марія Обух, підпільник ОУН Володимир Буженко, підпільник Богдан Валько, станичний та член Окружного проводу ОУН Василь Парип. Загалом в національно-визвольній боротьбі проти німецьких та більшовицьких загонів взяло участь 103 жителі села, які були воїнами УПА. Багато ямничан стали жертвами сталінських репресій і були виселені на Крайню Північ та у Сибір. Для проведення в селі насильницької колективізації у 1949 році приїжджав Микита Хрущов, лідер комуністів України.

### Радянська доба
У роки радянської доби в Ямниці був створений колгосп, який потім перетворили у радгосп. Керівником господарства, яке розвивалося, був Василь Долчук, а його найкращою ланковою — Анастасія Мудра (в 1964 році її ланка отримала найбільший в області урожай кукурудзи, за що члени ланки були удостоєні поїздки на ВДНГ СРСР).
У 1964 році побудували цементний завод, який пізніше став лідером серед промислових підприємств області, маючи потужність у 160 тисяч тонн портландцементу марок 400 і 500 на рік.
Центром культурно-освітнього життя була місцева середня школа. ЇЇ навчально-виховні успіхи шістдесятих-вісімдесятих років пов’язують з діяльністю місцевих вчителів-новаторів, які в умовах тоталітарного режиму зуміли передати національні традиції минулого поколінню жителів. З кінця 60-тих років школа функціонувала у пристосованому двоповерховому новозбудованому приміщенні.
Місцевий аматорський театральний колектив, який був популярним в Івано-Франківській області та за її межами, отримав звання народного за свою мистецьку діяльність. Своє найбільше визнання серед глядачів він отримав за керівництва Семена Дейчаківського. Ямницька аматорська хорова капела була візитівкою культурно-мистецького дійства в селі, районі та області. ЇЇ керівники – заслужені діячі мистецтва України Богдан Катамай та Роман Долчук – стали зразком служіння духовному розвитку громади для наступних поколінь ямничан. У місцевих любителів спорту заслуженим авторитетом користувалася сільська футбольна команда. Спочатку під назвою «Колгоспник», а потім «Цементник» вона була неодноразовим переможцем змагань районного, обласного та загальноукраїнського рівня. Один з найкращих гравців команди, Богдан Мороз, виступав за Івано-Франківський «Спартак», команду першої ліги чемпіонату Радянського Союзу. Попри комуністичний ідеологічний тиск в селі люди мали чітке національне усвідомлення та слідували духовним настановам. Функціонувала місцева церковна громада і духовний храм, який тоталітарна влада не закрила. Цьому посприяв ямницький парафіяльний піп та духовний наставник о. Ярослав Нижникевич.

### Здобуття незалежності та період незалежної України
Період національно-державного відродження кінця 80–их початку 90-тих років пробудив у громаді надії на самостійний державний розвиток у колі розвинутих світових спільнот. У Ямниці було створено філію науково-культурного товариства «Рух», яке кинуло виклик багаторічному розвитку села в умовах імперського тоталітаризму. Ініціаторами його створення стали Роман Ткач, Василь Дейчаківський та Ігор Дейчаківський. Вчительський збір місцевої школи на чолі з директором Романією Постолянюк підтримав діяльність молодих активістів, допомагаючи роботі товариства.
За його прикладом першою в області церковна громада села із своїм парафіяльним попом о. Михайлом Федораком у 1989 році перейшла до греко-католицької церкви. Керівник філії «Руху» Роман Ткач був обраний сільським головою в 1990 році, через два роки — керівником Тисменицького району. Пізніше він обіймав посаду керівника ОДА Івано-Франківської області та двічі обирався депутатом Верховної Ради України.
У роки незалежності село було газифіковано, вулиці і провулки заасфальтували, відбудовали новий адміністративний будинок та медичну амбулаторію. Активно проводилися роботи з берегоукріплення та облаштуванню соціальної інфраструктури села. Були відновлені пам’ятні знаки, відкрито пам’ятник Борцям за волю України та постамент провіднику ОУН Буковини Василю Савчаку – «Сталі». Реконструювали цвинтар німецьких солдатів, які загинули в роки Першої світової війни. Видавався перший в Україні часопис сільської громади «Ямниця». Стараннями істориків Ігоря Дейчаківського та Андрія Сміжака вийшли видання з ямницької минувшини, які заклали основи ґрунтовного вивчення сільської історії. Цьому посприяла громада під керівництвом її обраних голів Василя Ребрика, Івана Ковальчука, Миколи Зелінського, Романа Крутого та сільських активістів. Микола Круць, керівник ПрАТ «Івано-Франківськцемент», займався процесами соціально-економічного та духовного життя громади в роки української незалежності.
За переписом 2001 року в Ямниці 99,43% людей вважають українську рідною мовою, 0,45% – російську.
В 2014 році двадцять п’ять ямничан пішли на фронт. Один з них, художник Руслан Юрчишин, помер від отриманих бойових ран в 2016 році. У 2022 році, після повномасштабного вторгнення російських військ в Україну 200 ямничан пішли на фронт. Під час боїв загинули Володимир Катамай (2022), Андрій Кухарський, Володимир Закалата, Ігор Кушніренко (2023), Володимир Савчак, Андрій Зуб’як, Андрій Кузик.
Відомими вихідцями з села є член крайового проводу Юнацтва Західних Українських Земель Осип Білобрам – «Борис», «Джура», діяч ОУН та мемуарист Микола Дейчаківський, публіцист, редактор та громадський діяч Дмитро Катамай, Української повстанської армії, командир сотні «Стріла» Катамай Микола, українська поетеса Стефанія Гурко-Дейчаківська, літератор та громадський діяч Василь Фащук, журналіст та громадський діяч Богдан Катамай, громадський діяч та депутат Івано-Франківської обласної ради V та VI демократичного скликання Микола Зелінський, знаний футболіст Богдан Мороз, юристка Христина Ребрик, громадсько-політична діячка Прикарпаття Романія Постолянюк та науковці Ярема Б’ялюк, Богдан Грицюк, Михайло Сигидин та Роман Зуб’як.

## Населення

### Мова
Розподіл населення за рідною мовою за даними перепису 2001 року:
| Мова            | Кількість | Відсоток |
| --------------- | --------- | -------- |
| українська      | 3339      | 99.43%   |
| російська       | 15        | 0.45%    |
| білоруська      | 2         | 0.06%    |
| польська        | 1         | 0.03%    |
| інші/не вказали | 1         | 0.03%    |
| Усього          | 3358      | 100%     |

## Післявоєнний час
На початку жовтня 1964 став до ладу Ямницький цементний завод, потужність якого становила 160 тисяч тонн портландцементу марок 400 і 500 на рік.

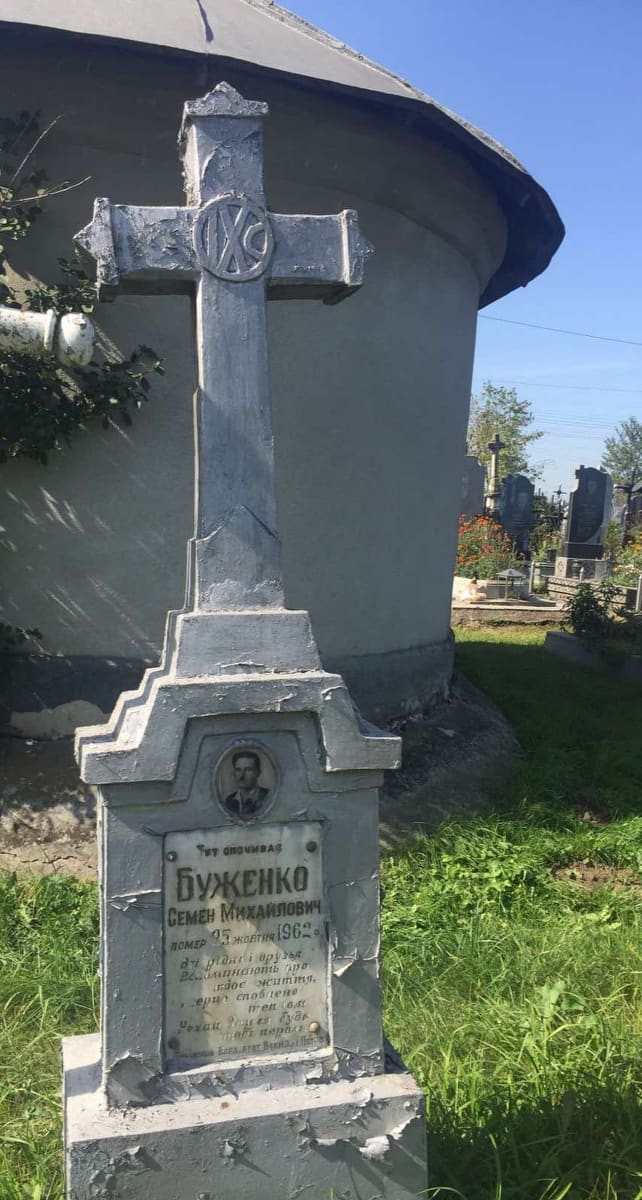
Могила десятника УГА Семена Буженка у Ямниці

## Герб
Щит розтятий червоним і чорним. В першій частині золотий пам'ятник. В другій частині золота церква.

## Відомі люди

### Народилися
- Білобрам Осип (псевдо — «Борис», «Джура») — член крайового проводу Юнацтва Західних Українських Земель († 1943).
- Буженко Семен Михайлович (1896-25.10.1962)  — десятник УСС і УГА, ад'ютант Вільгельма Габсбурга, відбув 10 років радянських концтаборів м. Бійск Алтайський край БД «Жертвы политического террора в СССР»; Книга памяти Алтайского края[8].
- Гурко Стефанія — українська поетеса.
- Дейчаківський Микола — діяч ОУН, мемуарист.
- Катамай Дмитро (1886—1935) — чотар, публіцист і редактор, громадський діяч. Автор проекту стрілецького головного убору — так званої «мазепинки».
- Катамай Микола — український військовий діяч, хорунжий Української повстанської армії, командир сотні «Стріла».
- Савчак Василь — («Сталь») (1922 — 20 жовтня 1950, біля села Шешори, Косівський район) — окружний провідник ОУН Коломийщини (1944—1945), окружний провідник ОУН Буковини (початок 1945—1950).
- Смицнюк Іван (1770—1843) — борець за народну волю, захисник прав селян.
- Ткач Роман — український політик.
- Юрчишин Руслан (31.05.1982-01.01.2016) — художник, доброволець, снайпер Національної Гвардії України[9].
- Зелінський Микола Романович — громадський діяч, депутат Івано-Франківської обласної ради V та VI демократичного скликання.